# Université Soongsil
L' Université Soongsil (SSU) est une université sud-coréenne privée située à Séoul. Elle a été fondée par le missionnaire chrétien William M. Baird (en) en 1897. Son campus est situé au 369 Sangdo-ro, Dongjak-gu, Séoul, Corée du Sud. 

## Histoire

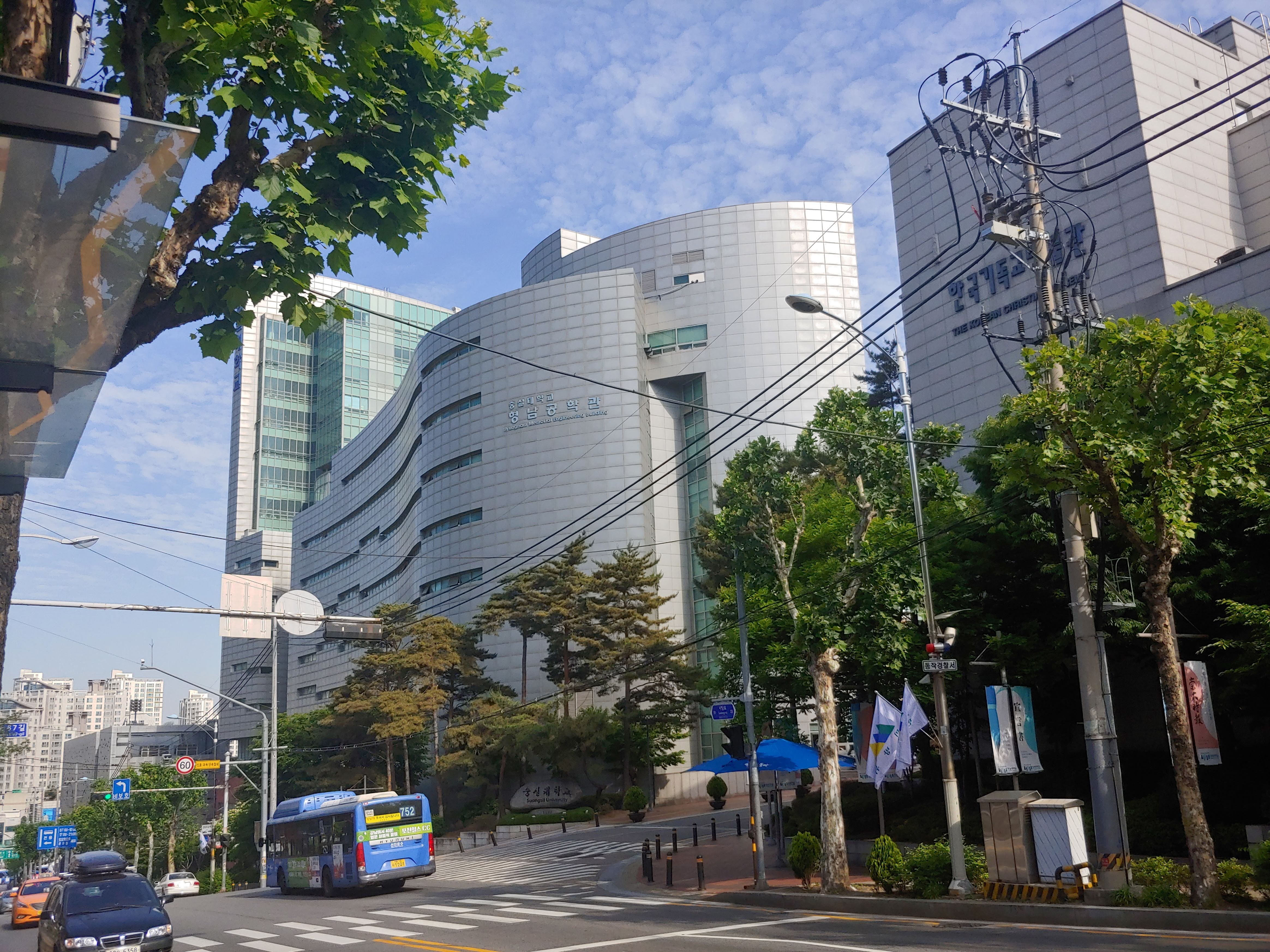
Entrée Sud de l'Université Soongsil

L'université Soongsil est fondée le 10 octobre 1897 à Pyongyang par William M. Baird, un missionnaire de l'Église presbytérienne du USA Board of Foreign Missions. Il forme l'école et accueille à ses débuts que 13 élèves, l'objectif est de structurer l'enseignement chrétien à Pyongyang.    
En 1900, Soongsil devient officiellement un lycée, dont le cursus dure 4 ans. En octobre 1901, l'école est nommée Soongsil Hakdang (숭실학당, l'Académie Soongsil).  
En 1905, l'académie crée des cours pour les étudiants. En 1906, elle établit une faculté universitaire. La faculté nouvellement créée s'appelle le Collège de l'Union chrétienne (합성 숭실 대학). En 1907, le gouvernement coréen autorise Soongsil à devenir une université
En 1919, l'université, des élèves et de professeurs s'implique dans le mouvement du 1er mars contre l'occupation japonaise, plusieurs élèves seront blessés et emprisonnés.  
En 1925 lors de la colonisation japonaise, l'école est réduite de force à une école technique de sciences humaines, semblable au CÉGEP,  de 4 ans nommée 숭실전문학교 (崇 實 專門 學校, prononcé Sūjitsu Senmon Gakkō en japonais).   
Le gouvernement colonial interdit les religions, outre que le shintoïste, et l'enseignement de la langue coréenne. Alors, le 4 mars 1938 l'école ferme ses portes afin de protester contre l'application du culte du sanctuaire shintoïste.  
En août 1945, la Corée est libérée du colonialisme japonais, mais l'effort de restauration de Soongsil n'a abouti qu'après la fin de la guerre de Corée. 
En avril 1954, Soongsil est reconstruit en Corée du Sud et son président Dr. Kying-Jic Han est le premier coréen à diriger l'établissement d'enseignement.  
En juin 1957, Soongsil déménage à son endroit actuel. 
En 1971, le Collège fusionne avec le Collège Daejun (대전대학, 大田大學, à ne pas confondre avec l' Université Daejeon actuelle) pour former le Collège Soogjun (숭전대학, 崇田大學).
En décembre 1971, le Collège acquiert un statut universitaire.   
En décembre 1982, le campus Daejeon de l'Université Soongjun est séparé et renommé Université Hannam. En novembre 1986, l'Université adopte à nouveau le nom d’Université Soongsil.  
En 2007, l'Ambassade de Russie en Corée du Nord trouve lors de travaux d'excavation une pierre avec des inscriptions qui commémore la graduation de la classe d'agriculture de Soongsil le 1935. Ils l'exposent officiellement sur le terrain de leur ambassade en 2017.   
En 2010, l'Université lance son programme Objectif 2020. Ce programme vise à améliorer les services donnés aux élèves, à la communauté et l'implication internationales de l'université. Par conséquent, depuis 2010 l'université a signé une panoplie d'entente avec des universités à travers le monde pour établir des projets internationaux et accueillir des étudiants étrangers. L'université accueille de nombreux étudiants étrangers par le biais de son programme d'échange, l'objectif étant d'avoir un ratio de 20% des élèves provenant de l'étranger en 2020.  
En 2017, l'Université nomme son 14e et actuel président, Jun-Seong Hwang.   

## Campus
L'université Soongsil possède un seul campus situé dans le district de Dongjak au sud de Séoul. Le premier campus situé à Pyongyang a été complètement détruit lors de la guerre de Corée. Ce campus était situé sur le terrain actuel dans l'Ambassade de la Russie en Corée du Nord, près de la place Kim Il-Sung. L'université soutient cependant que dès la réunification coréenne elle établira à nouveau un campus à Pyongyang. 
Le campus actuel est de petite taille et construit sur une colline, il est adjacent au Cimetière national de Séoul. Une petite montagne sur laquelle un temple bouddhiste est érigé borde l'université. 
Une station de métro, la station université Soongsil, dessert le campus.
Il y a plus de 30 édifices sur le campus, ils portent le nom de personnages clés de l'histoire de l'université, de la chrétienté en Corée et de militants nord-coréen. Par exemple, l'édifice Cho Man-sik est nommé en l'honneur du militant pacifiste et pressenti leader de la Corée du Nord par l'URSS, avant d'être écarté pour Kim Il Sung en raison de sa posture démocratique et chrétienne. L'édifice qui accueille le département de musique est nommé en l'honneur de l'ancien élève et compositeur de l'hymne national de la Corée du Sud, Ahn Eak-tae. 

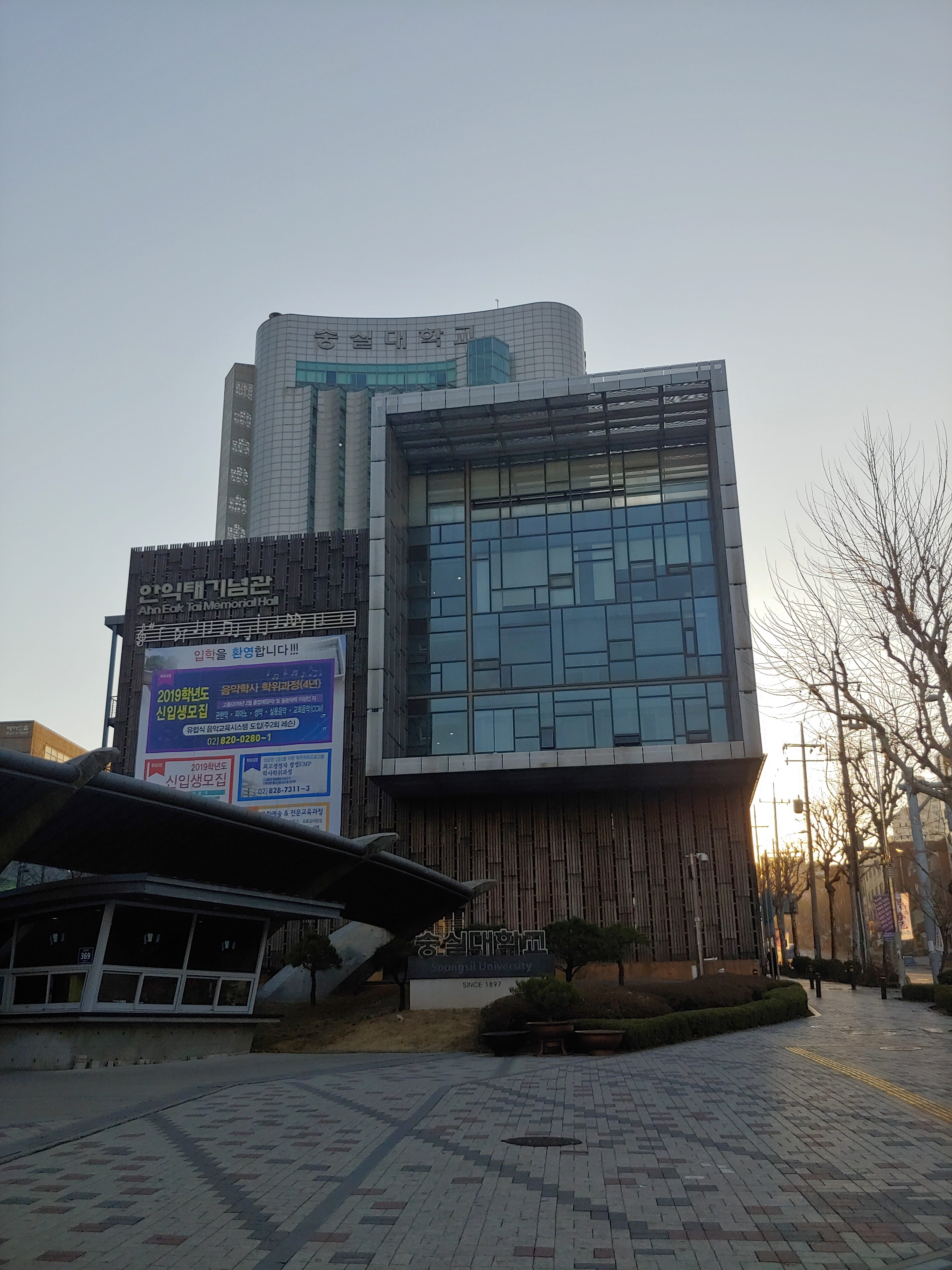
Bâtiment nommé en l'honneur du compositeur de l'hymne nationale sud-coréen, Ahn Eak-Tae.

Il y a une pyramide sur le campus qui est directement inspiré de la pyramide du Louvre. Elle renferme les services de reprographie de l'Université.   
L'université est équipée d'un centre de conditionnement physique ainsi que d'un terrain de soccer.   
Un musée sur l'histoire de la chrétienté en Corée du Sud est créé en 1975 sur le campus de l'Université. Le musée, seul du genre en Corée, possède des textes religieux et historiques de premièrement importance. Le musée comporte une section consacrée à l'histoire de l'Université. 

## Étudiants étrangers
L'université de Soongsil accueille une importante communauté d'étudiants étrangers, en partie grâce à son plan "Vision 2020", qui vise à accroître sensiblement sa clientèle étrangère.
L'université est entourée de bars, de karaokés et de restaurants, le lieu de rassemblement de la communauté internationale se trouve au bar "C-Bomb".
Une boisson alcoolisée, le Taximansi (contraction de "taxi" et "calamansi") créée par une étudiante étrangère est désormais un symbole de la culture étudiante de Soongsil.
Les étudiants étrangers sont accueillis par la "SISO" (Soongsil International Student Organization), une organisation étudiante dont le but est d'aider les étrangers tout au long de leur séjour. Les étudiants de Soongsil qui se portent volontaires pour devenir membres de la SISO sont sélectionnés par un processus de sélection rigoureux.

### Symboles

#### Liriodendron
Le liriodendron orne le campus. Cet arbre symbolise la ténacité puisqu'il est particulièrement résistant aux maladies, ce qui symbolise la capacité de résilience de l'Université qui existe toujours malgré les nombreuses embûches qu'elle a connues au cours de son histoire plus que centenaire.

#### Le cheval blanc
Un monument présentant un cheval blanc au galop est situé au milieu du campus. Il symbolise l'histoire de la Corée, en soulignant les chevaliers du royaume Koguryeo. La composition esthétique du cheval blanc est inspirée d'un passage de la bible. 

#### Emblème et drapeau
Les deux S représentent le fleuve Han, à Séoul, et le fleuve Taedong, à Pyongyang pour symboliser les villes d’accueil de l'université. Les courbes des S représentent aussi l'espoir et la volonté que l’université met en la réunification coréenne. Le U et le I représentent la bible, l'informatique et la science. Les autres formes représentent la diversité et la pensée critique qui sont des valeurs prônées par l'université dès sa fondation.

## Institutions

### Écoles de premier cycle
- Collège des sciences humaines
- Collège des sciences naturelles
- Collège de droit
- Collège des sciences sociales
- Collège d'économie et de commerce mondial
- Collège d'administration des affaires
- Collège d'ingénierie
- Collège des technologies de l'information
- Collège universitaire Baird (nommé en honneur du fondateur de l'université, il comporte divers programmes uniques à Soongsil comme les études chrétiennes)
- École des finances

### Écoles supérieures
- École supérieure générale
- Écoles supérieures spécialisées 
  - École supérieure d'industrie
  - École supérieure de petites entreprises
  - École supérieure des sciences de l'information
  - École supérieure de travail et relations industrielles
  - École supérieure de protection sociale
  - École supérieure d'éducation
  - École supérieure d'études chrétiennes
  - École supérieure de commerce mondial

### Instituts
- Bibliothèque et centre d'information académique
- Le Musée chrétien coréen
- Instituts pédagogiques 
  - Institut de formation continue
  - Soongsil Language Institute
  - Institut d'éducation des jeunes
- Instituts de recherche 
  - Institut de la culture chrétienne coréenne
  - Institut des sciences humaines
  - Institut des hautes technologies
  - Institut d'études juridiques
  - Institut des sciences naturelles
  - Institut des stratégies commerciales et économiques
  - Centre de recherche en conception moléculaire
  - Institut des sciences sociales
  - Institut des technologies de l'information et des médias
  - Centre de gestion de projet
  - Centre de coopération industrielle et universitaire pour les petites et moyennes entreprises
  - Institut de convergence informatique de haute technologie
  - Institut pour les surdoués et les talentueux
  - Institut des affaires des sciences de l'information
  - Institut coréen d'éducation permanente et de développement des ressources humaines
  - Centre pour l'innovation régionale
  - Institut d'innovation et d'évaluation en gestion
  - Institut de protection sociale
  - Institut de communication acoustique sous-marine
  - Institut de littérature et d'art traditionnels coréens
  - Centre de recherche sur les réseaux ubiquitaires
  - Centre de conditionnement électronique de microsystèmes
  - Centre de coopération universitaire et industriel en haute technologie, d'entraînement et d'éducation
  - Institut de technologie du contenu culturel
  - Centre informatique pour la recherche sensorielle
  - Institut du travail missionnaire
  - Institut de création et de gestion des petites entreprises
  - Institut de développement de robots et d'intelligence artificielle
  - Institut Soongsil des conseils chrétiens
  - Institut de recherche en économie industrielle

## Personnalités liées
- Park Joo-ho, footballeur
- Kim Hyong-jik, père de Kim Il-sung fondateur de la Corée du Nord
- Ahn Eak-tae, compositeur de l'hymne national sud-Coréen
- Hyeon Je-myeong, compositeur
- Kim Dong-jin, compositeur et musicien